# Rudolf Bahro

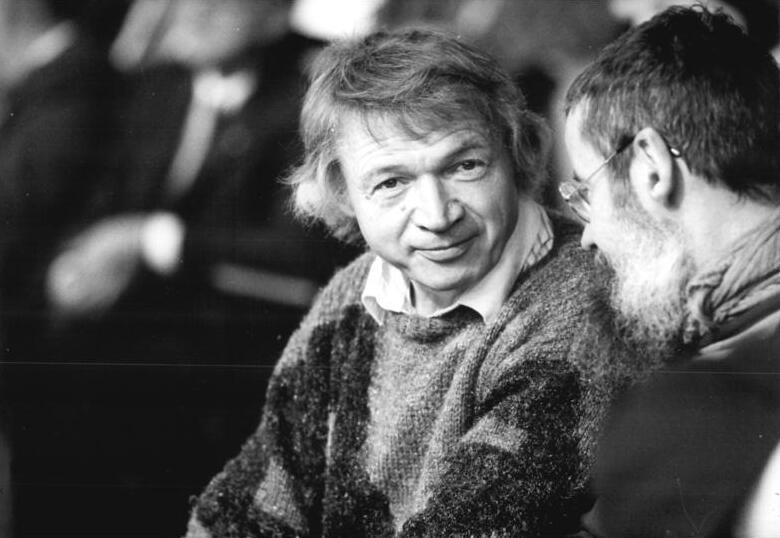
Rudolf Bahro i december 1989

Rudolf Bahro, född 18 november 1935 i Bad Flinsberg, Niederschlesien, död 5 december 1997 i Berlin, var en tysk filosof och politiker, mest känd som östtysk dissident och som förespråkare för ekosocialism. 
Bahro häktades i DDR den 23 augusti 1977 och dömdes till åtta års fängelse. Men efter internationella påtryckningar fick han lämna DDR för Förbundsrepubliken (Västtyskland) i samband med DDR:s 30-årsjubileum i oktober 1979. I Västtyskland engagerade han sig i miljöpartiet Die Grünen.
Bahro kom 1983 i kontakt med den indiske gurun Bhagwan Shree Rajneesh – senare kallad Osho. Efter Berlinmurens fall 1989 – men före Tysklands återförening – återgick Bahro till att bli medborgare i DDR.
Bahro gjorde sig känd för att kalla samhällssystemet i Östeuropa för den reellt existerande socialismen. Undertiteln till Bahros huvudverk Alternativet är på svenska Till kritiken av den reellt existerande socialismen. Denna alluderar dels på Karl Marx bok Till kritiken av den politiska ekonomin, dels på Karl Marx och Friedrich Engels trebandsverk Kapitalet, vars undertitel på svenska är Kritik av den politiska ekonomin.
Bahro var också expert på tonsättaren Ludwig van Beethoven. Hans bok Tidens stora fuga: exemplet Beethoven och sju dikter från 1979 utkom 1980 i svensk översättning av Horace Engdahl.
Bahro dog av en ovanlig cancerform. När myndigheterna fann en strålningsmaskin i en av cellerna började Myndigheten för Stasiarkivet undersöka om det var möjligt om radioaktiv strålning använts mot dissidenter. Man fann att Stasi använt radioaktiv strålning för att märka personer och saker de ville spåra. De använde bestrålade nålar de kunde fästa vid kläder, radioaktiva magneter vid bilar, radioaktiva sprayer mot personer i en folksamling eller över ett golv så att de gick att spåra etc. Rudolf Bahros manuskript var bestrålade så att de kunde spåras till sina mottagare.

## Böcker på svenska
- Oppositionell kommunist i DDR (översättning Anders Johansson och Christina Oredsson, Bokförlaget Röda Rummet, 1978) (Rudolf Bahro. Eine Dokumentation, 1977)
- Alternativet: till kritiken av den reellt existerande socialismen (översättning Margaretha Andrée, Bokomotiv, 1979) (Die Alternative. Zur Kritik des real existierenden Sozialismus, 1977)
- Tidens stora fuga: exemplet Beethoven och sju dikter (översättning av Horace Engdahl, Bokomotiv, 1980) (Die nicht mit den Wölfen heulen. Das Beispiel Beethoven und sieben Gedichte 1979)

## Tidskriftsartiklar på svenska i urval
- Min väg till de gröna i Ord & Bild nr 1 1980 (Ursprungligen ett föredrag vid Tyska institutionen i Stockholm).

## Böcker om Rudolf Bahro i urval
- Antworten auf Bahros Herausforderung des 'realen Sozialismus'. Herausgegeben von Ulf Wolter. Verlag Olle & Wolter, Westberlin, 1978.

## Övriga verk i urval
- From red to green: interview with New Left Review ISBN 0-86091-060-1 (inb) London : Verso, 1984
- Building the Green Movement ISBN 0-946097-17-8 (GMP (hft) London : GMP ; cop. 1986 (Original:Pfeiler am anderen Ufer)